# Pesokliwa wała
Pesokliwa wała (bułg. Песоклива вапа) – szczyt pasma górskiego Riła, w Bułgarii, o wysokości 2769 m n.p.m.